# Nuh Ready Nuh Ready
Nuh Ready Nuh Ready è un singolo del DJ britannico Calvin Harris, pubblicato l'8 febbraio 2018. Il singolo ha visto la partecipazione alla parte vocale del cantante canadese PartyNextDoor.

## Video musicale
Il videoclip è stato pubblicato l'8 febbraio 2018 sul canale Vevo-YouTube del disc jockey.